# Festivalul internațional de chitară Transilvania
Festivalul internațional de chitară Transilvania este un festival de chitară clasică ce are loc în mod anual, în luna august, la Cluj.

## Istoric
Prima ediție a festivalului a avut loc in 2003. Început sub egida Casei Municipale de Cultură Cluj, festivalul a crescut de la unul de nivel național, la unul de nivel internațional, ajungând în 2009 sa fie cel mai mare festival de chitară clasică din Transilvania. Începând cu ediția 2006, festivalul este organizat de Asociația de chitară Transilvania în colaborare cu Casa Municipală de Cultură Cluj.
Încă de la prima ediție festivalul și-a propus atingerea a două scopuri: identificarea tinerelor talente și educarea lor întru ale muzicii. Aceste deziderate sunt respectate până în ziua de astăzi.
De-a lungul timpului, în cadrul festivalului au concertat nume însemnate ale chitarei clasice românești și internaționale: Trio Andrei, Ionuț și Stan Zamfirescu, Giampaolo Bandini, Ulrich Muller, Giovanni Grano, Mircea Gogoncea, Eugen Mang, Gyorgy Nemes, Gabriel Bianco, Claire Stancu-Delerue, Liviu Georgescu, Georgeta Zamfirescu, Tudor Anghelescu etc.

## Secțiuni
Festivalul cuprinde două mari secțiuni: una de recitaluri (solo sau grup) și una competiționala. În paralel au loc cursuri de interpretare muzicală, conferințe, seminarii și expozitii de instrumente.

## Premii
Premiile decernate constau în instrumente, bani și în participari la alte evenimente.
- premii pentru competiția solo (4 categorii de vârstă, de la juniori la maeștri)
- premii pentru competiția "muzică de cameră" (2 categorii de vârstă)